# Jeannette Bougrab
Jeannette Bougrab, née le 26 août 1973 à Châteauroux (Indre), est une juriste, essayiste et femme politique française.
Présidente de l'Agence nationale pour la cohésion sociale et l'égalité des chances (Acsé) de 2010 à 2011 et de la Haute Autorité de lutte contre les discriminations et pour l'égalité (HALDE) en 2010, elle est secrétaire d'État chargée de la Jeunesse et de la Vie associative du 14 novembre 2010 au 10 mai 2012, dans le troisième gouvernement Fillon.

## Biographie

### Enfance, formation et débuts
Jeannette Bougrab est fille de Lakhdar Bougrab, harki, caporal-chef de l’armée française, puis ouvrier métallurgiste et décoré de la Légion d'honneur à titre militaire et de Zohra, fille de harki. Son grand-père paternel et son oncle ont été assassinés par des indépendantistes algériens pendant la guerre d'Algérie.
Après des études de droit à Orléans, elle obtient un DEA (1997), puis un doctorat (2002) en droit public à l'université Panthéon-Sorbonne : Les origines de la Constitution de la Quatrième République sous la direction de Nicole Belloubet. Juriste au Conseil constitutionnel avant de devenir maître de conférences en droit public à l'université Paris I Panthéon-Sorbonne jusqu'en 2007, et à l'Institut d'études politiques de Paris de 2007 à 2009, elle est remarquée par Pierre Mazeaud.

### Parcours politique
Jeannette Bougrab s'engage en politique à l'UMP sous la présidence d'Alain Juppé et est nommée secrétaire nationale chargée d'un rapport sur « les discriminations dans l’accès au marché de l’emploi ». Grâce au soutien de Pierre Mazeaud, elle est nommée membre du Haut conseil à l'intégration en 2002. À son arrivée à la tête de l'UMP, Nicolas Sarkozy lui confie le secrétariat national des nouvelles adhésions, aux côtés d'Yves Jégo.
Lors des élections législatives des 10 et 17 juin 2007, elle est candidate investie par l'UMP dans la 18e circonscription de Paris (Barbès, porte de Clignancourt, une partie des Grandes Carrières, Montmartre) face au député socialiste sortant, Christophe Caresche. À l'issue de la campagne, distancée lors du premier tour malgré le soutien de personnalités comme Alain Juppé (ancien député de la circonscription, venu à un de ses meetings), David Douillet, Luc Ferry et Alexandre Adler, elle perd au soir du second tour avec 36,71 % des voix contre 63,29 % pour Christophe Caresche, réalisant le plus bas score jusqu'alors enregistré dans la circonscription pour une élection législative, nettement en dessous de celui réalisé par Xavier Chinaud lors de la législative de 2002 avec 42,63 %, et par ailleurs, le second plus bas score de la droite à Paris lors de scrutin. À l'issue de l'élection, elle se déclare déçue d'avoir été cantonnée à un rôle « d'animateur de réunions communautaires » pour Nicolas Sarkozy, de n'avoir obtenu que de haute lutte son investiture aux législatives, dans une circonscription bastion de la gauche, et a annoncé vouloir s'éloigner de la politique partisane pour se consacrer à l'écriture.
Décrite dans les médias comme proche de Claude Guéant et d'Alain Juppé, elle entre au gouvernement Fillon le 14 novembre 2010 comme secrétaire d'État à la Jeunesse et à la Vie associative, auprès du ministre de l'Éducation nationale, de la Jeunesse et de la Vie associative, Luc Chatel.
En déclarant le 30 janvier 2011 sur les ondes de France Info que le président égyptien Hosni Moubarak devait quitter le pouvoir, elle entre en contradiction avec la position officielle du gouvernement français. Convoquée et rappelée à l'ordre par le Premier ministre François Fillon, elle doit faire un mea culpa par communiqué.
Elle soutient Nicolas Sarkozy pour la primaire présidentielle des Républicains de 2016.

### Présidente de la HALDE
Jeannette Bougrab est nommée, par décret présidentiel du 21 janvier 2010, présidente du conseil d'administration de l'Agence nationale pour la cohésion sociale et l'égalité des chances (Acsé).
Proposée par la présidence de la République le 23 mars 2010, elle est nommée présidente de la Haute Autorité de lutte contre les discriminations et pour l'égalité (HALDE) le 16 avril suivant.
Elle doit défendre l'autonomie de son institution face à la volonté des parlementaires de réduire les moyens alloués à la HALDE et d'intégrer ses fonctions à celles du Défenseur des droits, créé par la réforme constitutionnelle de 2008. Elle est, en interne, contestée par des salariés, qui lui reprochent « un management brutal et irrespectueux » et désavouée par certains de ses services qui défendent, contre sa volonté, une salariée de la crèche Baby-Loup licenciée pour avoir porté un voile.
En juin 2010, elle est mise en difficulté par Le Canard enchaîné qui l'accuse d'avoir obtenu le doublement de son indemnité de présidente de la HALDE (passant de 6 900 à 14 000 euros mensuels), affirmation qu'elle récuse et contre laquelle elle porte plainte pour diffamation. Jeannette Bougrab est finalement déboutée en mai 2011, le tribunal correctionnel de Paris estimant que l'enquête menée par le journal était sérieuse et les chiffres avancés étaient « tout sauf fantaisistes ». Dans son ouvrage Rentiers d'Etat publié en 2015, le journaliste Yvan Stefanovitch confirme les chiffres du Canard enchaîné.
Ses prises de position face au sort des femmes dans la réforme des retraites en septembre 2010, et celles de son institution s'opposant à la proposition de soumettre les candidats à l'immigration à des tests d'ADN, lui valent des inimitiés jusqu'au sein de la majorité présidentielle.

### Autres activités
Après son échec aux élections législatives de 2007, Jeannette Bougrab est nommée maître des requêtes au Conseil d'État au tour extérieur par décret du 28 septembre 2007. Elle assure les fonctions de rapporteur au service du contentieux d'avril 2008 à avril 2010.
Elle est membre du Conseil d'orientation et de réflexion de l'assurance (CORA), créé par le lobby des assureurs.
Elle prête serment le 19 décembre 2012 pour devenir avocate. 
De décembre 2012 à septembre 2013[réf. nécessaire], elle est d'ailleurs avocate au sein du cabinet américain Mayer Brown où elle dirige l’activité compliance et maitrise des risques du cabinet. Elle a également pour rôle de développer le pôle droit public de la firme qui compte plus de 75 avocats à Paris, et d’œuvrer à l’implantation du cabinet dans les pays du Moyen-Orient et au Maghreb. En avril 2014, elle quitte la profession d'avocat en se faisant « omettre » du barreau de Paris, pour avoir prétendu être avocate associée alors qu'elle n'était qu'avocate collaboratrice.
Elle avait déposé une plainte disciplinaire contre l’avocat Avi Bitton, qui avait révélé qu’elle n’était pas associée au cabinet d’avocats Mayer Brown. Cependant, le Conseil de discipline des avocats avait rejeté sa plainte et relaxé Avi Bitton, car il était avéré que Jeannette Bougrab était simple collaboratrice de ce cabinet.
Elle rejoint le 26 août 2013, en tant que chroniqueuse, la formule remaniée du Grand Journal de Canal+, alors présenté par Antoine de Caunes.
Elle réintègre le Conseil d'État le 1er juillet 2014.
Proche de Patrick Buisson selon L'Obs, elle devient chroniqueuse pour Valeurs actuelles en 2015.
En avril 2015, à la suite de sa forte médiatisation après l'affaire de l'Attentat contre Charlie Hebdo, elle est nommée par François Hollande au poste de chef du service d’action culturelle à l'Institut français de Finlande, afin de « changer d'air après la violence et la méchanceté ». Un an plus tard, des salariés de l'institut français de Finlande écrivent au Quai d'Orsay pour se plaindre du comportement de Jeannette Bougrab, dont le management serait « brutal et aléatoire ». En 2017, elle est renouvelée en poste pour une année par arrêté du Premier ministre Édouard Philippe.
Le 30 juin 2021, le Conseil des ministres la nomme conseillère d’État en service ordinaire (premier tour intérieur), à compter du 15 juillet 2021.
En avril 2022, elle est nommée par décret membre de la commission nationale indépendante de reconnaissance et de réparation des préjudices subis par les harkis.

### Prises de position
Jeannette Bougrab se réclame de la droite, déclarant être partisane du gaullisme social. Favorable au mariage homosexuel et à l'adoption d'enfants par des couples homosexuels, elle se montre réservée dans son rapport sur Les Discriminations dans l’accès au marché de l’emploi, quant à la notion de discrimination positive, lui préférant la notion de « mobilisation positive » et est opposée aux quotas ethniques.
Elle se déclare athée, laïque et « profondément républicaine »,.

### Vie privée
Jeannette Bougrab a adopté deux enfants, dont une fille prénommée May dans le cadre d'une procédure d'adoption en tant que célibataire. 
Elle se présente comme la compagne du dessinateur Charb, à la suite de l'assassinat de celui-ci, le 7 janvier 2015 lors de l'attentat contre Charlie Hebdo. Dans une déclaration à l'Agence France-Presse datée du 10 janvier 2015, le frère de Charb, affirmant s'exprimer également au nom de leurs père et mère, dément « l'engagement relationnel » de Charb avec Jeannette Bougrab.  La relation est en revanche confirmée par l'entourage amical de Charb et Jeannette Bougrab, notamment par l'animateur de radio Éric Jean-Jean sur Twitter ou Caroline Fourest en direct sur France Inter, lors de son billet en hommage à Charb.
Selon le journal La Nouvelle République, Jeannette Bougrab et sa famille proche font l'objet de menaces de mort trois semaines avant l'attentat de Charlie Hebdo. Des policiers de la police judiciaire de Limoges et de la Brigade de recherche et d'intervention de Paris (BRI) assurent à Déols (Indre) une surveillance permanente du domicile familial, selon des sources proches du ministère de l'Intérieur. Charb se revendiquait comme « un célibataire pur et dur » mais, selon des sources policières, on pouvait craindre que certaines personnes aient pu « découvrir par hasard leur relation et remonter jusqu'à la famille ».
Peu après la tuerie perpétrée au journal satirique, Jeannette Bougrab tente de se suicider.
La mère de Charb a assisté aux obsèques de la mère de Jeannette Bougrab, le 5 juin 2015, et les deux femmes ont été en relation.
Elle annonce publiquement, notamment lors de la Conférence Vivre Ensemble à Rennes le vendredi 19 janvier 2018, vivre désormais en Finlande, dans le cadre d'un emploi qu'elle exerce au sein de l'Institut français de Finlande à Helsinki. Elle est remplacée à ce poste en octobre 2018 par Gaëlle Hourriez-Bolatre,,.

## Publications

### Ouvrages
- Aux origines de la Constitution de la IVe République, préface de Nicole Belloubet-Frier, Paris, Dalloz, collection « Nouvelle bibliothèque de thèses » no 12, 2002. X-768 p.  (ISBN 2-247-04490-5)
- Ma République se meurt, Paris, Éditions Grasset et Fasquelle, 2013, 224 p.  (ISBN 978-2-246-75551-7)
- Maudites, Paris, Albin Michel, 2015, 300 p.  (ISBN 978-2-226-31668-4)
- Lettre d'exil, La barbarie et nous, Paris, Les éditions du Cerf, 2017, 224 p.  (ISBN 978-2-204-12208-5)
- Lettre aux femmes voilées et à ceux qui le soutiennent, Les éditions du Cerf, 2019.
- Un silence de mort, Les éditions du Cerf, 2020.

### Articles
- « Le contrôle de constitutionnalité des lois dans l'élaboration de la Constitution du 27 octobre 1946 », Revue française de droit constitutionnel, no 38, 1999, p. 285-314
- « Le juge administratif français et les lois nationales étrangères », in Mélanges en l'honneur du professeur Timsit, Bruylant, 2004, p. 267-288
- « La contribution de François Luchaire à l'élaboration de la Constitution de la Cinquième République », in Un Républicain au service de la République, mélanges en l'honneur du professeur François Luchaire, Presses universitaires de la Sorbonne, 2005, p. 141-158
- « Le 'grand bond en avant des femmes' saoudiennes ? 34 ans de prison pour un retweet », à Marianne, 2023[57].

## Distinctions
- Chevalière de la Légion d'honneur (2024)
- Chevalière de l'ordre national du Mérite (2008)[58]